# Bezirksklasse Ostpreußen 1939/40
De Bezirksklasse Ostpreußen 1939/40 was het zevende voetbalkampioenschap van de Bezirksklasse Ostpreußen, het tweede niveau, onder de Gauliga Ostpreußen. De competitie werd al getroffen door de uitbrekende Tweede Wereldoorlog en ging pas op 26 november 1939 van start. De clubs uit Danzig en Elbing werden overgeheveld naar de nieuwe Gauliga Danzig-Westpreußen. De kampioenen van elke Bezirksklasse promoveerden zonder een verdere eindronde te spelen. 

## Bezirksklasse

### Bezirk Allenstein
| 1. | SC Preußen Mława         | 8              | 26:20          | 11:05          |                |                |                |
| 2. | VfB Osterode             | 8              | 26:20          | 10:06          |                |                |                |
| 3. | SV Viktoria Allenstein   | 8              | 21:21          | 10:06          |                |                |                |
| 4. | SV Allenstein            | 8              | 24:24          | 07:09          |                |                |                |
| 5. | Reichsbahn-SG Allenstein | 8              | 10:38          | 02:14          |                |                |                |
| 6. | TuSV Bischofsburg        | Teruggetrokken | Teruggetrokken | Teruggetrokken |                |                |                |
| 7. | Reichsbahn-SG Osterode   | Teruggetrokken | Teruggetrokken | Teruggetrokken | Teruggetrokken | Teruggetrokken | Teruggetrokken |

|  | Promotie naar Gauliga Ostpreußen 1940/41 |

### Bezirk Insterburg-Gumbinnen
| Plaats | Club                  | Wed. | W | G | V | Saldo | Ptn.  |
| ------ | --------------------- | ---- | - | - | - | ----- | ----- |
| 1.     | SV Insterburg         | 4    | 4 | 0 | 0 | 10:05 | 08:00 |
| 2.     | FC Preußen Gumbinnen  | 4    | 1 | 0 | 3 | 11:12 | 02:06 |
| 3.     | SC Preußen Insterburg | 4    | 1 | 0 | 3 | 09:13 | 02:06 |

|  | Promotie naar Gauliga Ostpreußen 1940/41 |

### Bezirk Königsberg
| Plaats | Club                             | Wed.           | W              | G              | V              | Saldo          | Ptn.           |
| ------ | -------------------------------- | -------------- | -------------- | -------------- | -------------- | -------------- | -------------- |
| 1.     | LSV Richthofen Neukuhren         | 12             | 8              | 2              | 2              | 34:17          | 18:06          |
| 2.     | LSV Weimar Heiligenbeil          | 12             | 8              | 1              | 3              | 42:20          | 17:07          |
| 3.     | LSV Fürstenfeld-Bruck Neuhausen  | 12             | 8              | 0              | 4              | 36:28          | 16:08          |
| 4.     | Königsberger STV                 | 12             | 5              | 1              | 6              | 44:32          | 11:13          |
| 5.     | MTV Ponarth                      | 12             | 4              | 2              | 6              | 32:44          | 10:14          |
| 6.     | SpVgg ASCO Königsberg            | 12             | 3              | 2              | 7              | 28:38          | 08:16          |
| 7.     | Concordia Königsberg             | 12             | 2              | 0              | 10             | 13:50          | 04:20          |
| 8.     | VfL Preußisch Eylau              | Teruggetrokken | Teruggetrokken | Teruggetrokken | Teruggetrokken | Teruggetrokken | Teruggetrokken |
| 9.     | Post-SV Braunsberg               | Teruggetrokken | Teruggetrokken | Teruggetrokken | Teruggetrokken | Teruggetrokken | Teruggetrokken |
| 10.    | VfL Braunsberg                   | Teruggetrokken | Teruggetrokken | Teruggetrokken | Teruggetrokken | Teruggetrokken | Teruggetrokken |
| 11.    | SV Rasensport-Preußen Königsberg | Teruggetrokken | Teruggetrokken | Teruggetrokken | Teruggetrokken | Teruggetrokken | Teruggetrokken |

|  | Promotie naar Gauliga Ostpreußen 1940/41   |
|  | Degradatie of terugtrekking na dit seizoen |

### Bezirk Tilsit-Memel

#### Groep Memel
| Plaats | Club                | Wed. | W | G | V | Saldo | Ptn.  |
| ------ | ------------------- | ---- | - | - | - | ----- | ----- |
| 1.     | Freya-VfR Memel     | 3    | 3 | 0 | 0 | 14:03 | 06    |
| 2.     | SC Memel            | 2    | 1 | 1 | 0 | 08:05 | 03:01 |
| 3.     | SpVgg Memel         | 3    | 1 | 0 | 2 | 08:12 | 02:04 |
| 4.     | SV Memel            | 3    | 0 | 1 | 2 | 04:11 | 01:05 |
| 5.     | Reichsbahn-SG Memel | 1    | 0 | 0 | 1 | 02:05 | 0:02  |

|  | Finale Tilsit-Memel |

#### Groep Tilsit
| Plaats | Club                 | Wed.           | W              | G              | V              | Saldo          | Ptn.           |
| ------ | -------------------- | -------------- | -------------- | -------------- | -------------- | -------------- | -------------- |
| 1.     | VfB Tilsit           | 10             | 8              | 0              | 2              | 61:17          | 16:04          |
| 2.     | Polizei-SV Tilsit    | 10             | 8              | 0              | 2              | 42:19          | 16:04          |
| 3.     | Polizei-SV Tilsit II | 10             | 5              | 0              | 5              | 26:21          | 10:10          |
| 4.     | Tilsiter SC          | 10             | 4              | 0              | 6              | 22:28          | 08:12          |
| 5.     | TuSV Ragnit 1880     | 10             | 4              | 0              | 6              | 25:37          | 08:12          |
| 6.     | VfL Preußen Tilsit   | 10             | 1              | 0              | 9              | 02:56          | 02:18          |
| 7.     | SV Pogegen           | Teruggetrokken | Teruggetrokken | Teruggetrokken | Teruggetrokken | Teruggetrokken | Teruggetrokken |

|  | Finale Tilsit-Memel                      |
|  | Degradatie, terugtrekking uit competitie |

#### Finale
Heen
|                  |                 |       |            |       |
| 25 augustus 1940 | Freya-VfR Memel | 5 – 1 | VfB Tilsit | Memel |
| 25 augustus 1940 |                 |       |            | Memel |

Terug
|                  |            |       |                 |        |
| 1 september 1940 | VfB Tilsit | 2 – 1 | Freya-VfR Memel | Tilsit |
| 1 september 1940 |            |       |                 | Tilsit |